# Tanzaniaakalat
Tanzaniaakalat (Sheppardia sharpei) är en fågel i familjen flugsnappare inom ordningen tättingar. Den förekommer lokalt i bergsskogar i östra Afrika. Arten minskar i antal, men beståndet anses vara livskraftigt.

## Utseende och läte
Tanzaniaakalat är en liten rödhakeliknande fågel i brunt och orange. Stjärten är enfärgat rödbrun och i ansiktet syns ett ljusgrått ögonbrynsstreck. Den liknar iringaakalat och usambaraakalat i både form, storlek och beteende, men urskiljs genom den orangefärgade undersidan. Sången består av en snabb och snubblande serie med ljusa visslingar. Även en annan variant med ljusa pipande toner och mörka grälande drillar kan höras.

## Utbredning och systematik
Tanzaniaakalaten förekommer i östra Afrika i Tanzania, Zambia och Malawi. Den delas in i två underarter med följande utbredning:
- Sheppardia sharpei usambarae – förekommer i Tanzania (Usambarabergen och Ngurubergen)
- Sheppardia sharpei sharpei – förekommer i bergsskogar från sydvästra Tanzania till Zambia och norra Malawi

### Familjetillhörighet
Akalater liksom fåglar som rödhake, näktergalar, stenskvättor, rödstjärtar och buskskvättor behandlades tidigare som en trastar (Turdidae), men genetiska studier visar att den tillhör familjen flugsnappare (Muscicapidae).

## Levnadssätt
Tanzaniaakalat hittas lokalt i bergsskogar. Där ses den i undervegetationen. Den är mycket skygg och oansenlig i sitt uppträdande.

## Status och hot
Arten har ett stort utbredningsområde, men tros minska i antal, dock inte tillräckligt kraftigt för att den ska betraktas som hotad. Internationella naturvårdsunionen IUCN listar arten som livskraftig (LC).

## Taxonomi och namn
Tanzaniaakalaten beskrevs som art 1903 av George Ernest Shelley, under protonymet Callene sharpei. Fågelns vetenskapliga artnamn hedrar Richard Bowdler Sharpe (1847-1909), brittisk ornitolog vid British Museum of Natural History 1872-1909. Tidigare kallades den sharpeakalat även på svenska, men tilldelades 2023 ett mer informativt namn av BirdLife Sveriges taxonomikommitté. Släktesnamnet Sheppardia hedrar Percy Alexander Sheppard (1875-1958), en brittisk jordbrukare, oolog, entomolog, bosättare i Moçambique och nuvarande Zimbabwe samt samlare av specimen.